# Doubs Burn
Der Doubs Burn ist ein knapp 800 m langer Wasserlauf in Cumbria in England. Er entsteht an der Südseite des Long Man Hill in den Pennines und fließt in nördlicher Richtung bis zu seiner Mündung linksseitig in den Cross Gill.